# Maria van Lusignan (1382-1404)
Maria van Lusignan (Genua, 1381 of 1382 – Napels, 4 september 1404), ook genoemd Maria van Cyprus, was koningin-gemalin van Napels (1403-1404), als tweede echtgenote van Ladislaus van Napels, bijgenaamd de Grootmoedige, van het Huis Anjou-Sicilië. Tot haar andere titels zijn te rekenen: koningin-gemalin van Jeruzalem, koningin-gemalin van Hongarije, gravin-gemalin van de Provence en gravin-gemalin van Forcalquier, en dit alles door haar huwelijk met Ladislaus.

## Levensloop

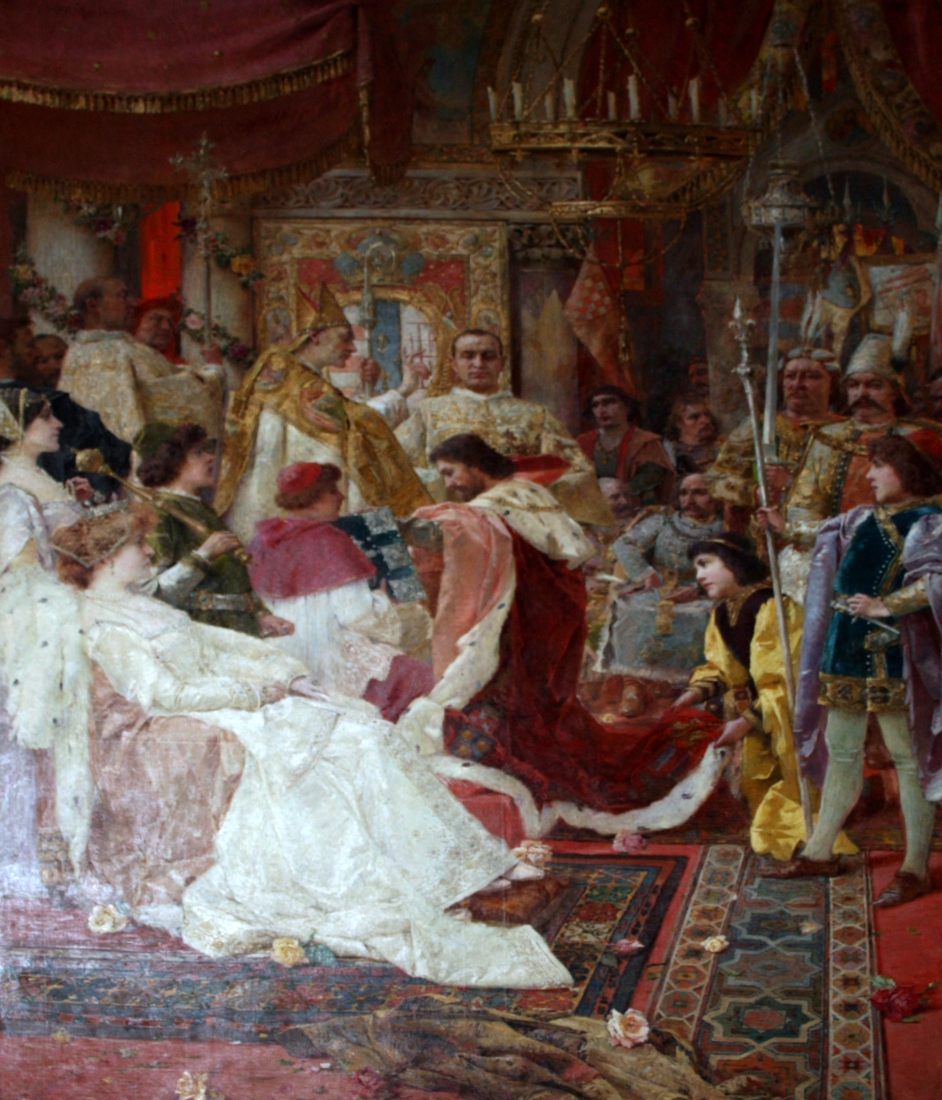
Maria was regent van Napels tijdens Ladislaus' kroning tot koning van Hongarije (1403)

Zij was een telg van het koninklijk Huis Poitiers-Lusignan dat heerste over Cyprus en Jeruzalem. Maria van Lusignan was een kind van Jacobus I van Cyprus en Héloïse van Brunswijk-Grubenhagen. 
Ladislaus had zijn eerste echtgenote Costanza Chiaramonte publiek verstoten tijdens een kerkdienst waar zij beiden aanwezig waren in 1392. Dit was met het akkoord van paus Bonifatius IX, een Napolitaan. Ladislaus had geen wettelijke erfgenamen.
Maria bracht een rijkelijke bruidsschat mee naar Napels (1402). Op dat moment was haar broer Janus koning van Cyprus en Jeruzalem. Ladislaus en Maria huwden in 1403. Hun huwelijk was goedgekeurd door paus Bonifatius IX. Datzelfde jaar vertrok Ladislaus op veldtocht naar Kroatië. In Zadar liet Ladislaus zich kronen tot koning van Hongarije (1403). Tijdens deze veldtocht verbleef Maria in Napels. Zij was de regentes van het koninkrijk Napels.
De meeste bronnen vermeldden dat het echtpaar geen kinderen had. De Spanjaard Ruy González de Clavijo, een diplomaat uit Castilië, maakte evenwel gewag van een dochter, genaamd Januela. Maria stierf onverwacht in 1404, na een jaar huwelijk. Zij werd begraven in de kerk San Domenico Maggiore, de huiskerk van het Huis Anjou en Franse edellieden in Napels.